# Commedia sexy (film)
Commedia sexy è un film del 2001, diretto da Claudio Bigagli.

## Trama
Filippo e Anna, marito e moglie toscani di mezza età residenti a Roma, dopo aver accompagnato i figli alla partenza di una gita scolastica, in un giardino pubblico abbordano una ragazza ventenne di nome Giulia, invitandola a passare la serata insieme. Sul momento la giovane rifiuta; essi non sanno che è l'amante di Ugo, il miglior amico di Filippo, sposato con la sensuale Marcella.
Per combinazione, Filippo e Anna rivedono in discoteca proprio Giulia, che aveva accettato l'invito di un suo coetaneo nello stesso posto; questa, tuttavia, non vedendo il suo corteggiatore, finisce col seguire i coniugi a casa loro, dove si ubriaca di tequila e si sente male. Giulia chiede a Filippo di essere riaccompagnata a casa di Ugo: Filippo si rende conto allora del legame che unisce la giovane al suo amico. Si accorge però di aver dimenticato la borsetta da Filippo e Anna, e mentre Ugo la riporta indietro, l'auto dove viaggiano ha un incidente.
A portare i primi soccorsi è Filippo, che era uscito col cane, e da quel momento cerca in tutti i modi sia di proteggere il segreto del suo amico con la moglie di lui sia di minimizzare le parole di Giulia secondo le quali egli e Anna sarebbero dei "porci zozzoni". La borsetta lasciata a casa di Filippo era però stata prelevata da Marcella, che era venuta a far visita ad Anna e che l'aveva creduta la propria, dato che era dello stesso modello. Giulia, Anna e Filippo pedinano perciò Ugo e Marcella per effettuare di nascosto lo scambio delle borsette.
Ugo e Marcella si accordano con una transessuale sudamericana di nome Vera per una prestazione sadomaso in tre e gli inseguitori li spiano dal lucernario dell'appartamento dove si sono sistemati, in attesa del momento opportuno. Giunge però inaspettatamente l'amante della trans, un tassista che quella sera aveva scarrozzato Giulia, che ha organizzato per lei una festa di compleanno a sorpresa, alla quale partecipano altre colleghe di Vera. Arriva poi la polizia, chiamata dai vicini per gli schiamazzi, che porta in questura buona parte dei presenti, tra i quali Filippo e Anna, che si ripromettono di non folleggiare più come quella notte. Ugo e Marcella, benché abbondantemente svestiti, riescono invece a riguadagnare la via di casa.